# Geostationärer Ring
Der geostationäre Ring ist der Volumenbereich, in dem der geostationäre Orbit liegt.
Anomalien des Gravitationsfeldes der Erde, Gravitationseffekte von Mond und Sonne sowie der Strahlungsdruck der Sonnenstrahlung führt zu Abweichungen des geostationären Orbits von einer Kreisbahn in 36.000 km Höhe. Diese Abweichungen können sich auf bis zu 15 Grad in der Deklination sowie 75 km in der Höhe aufsummieren.
Gerade dieser Bereich wird zunehmend durch Weltraummüll beeinträchtigt, einerseits durch die intensive Nutzung, andererseits dadurch, dass der Müll durch die geostationäre Bahn nicht wie bei tieferen Bahnen nach einiger Zeit auf die Erde stürzt.